# L’accordeur
L’accordeur ist ein französischer Kurzfilm von Olivier Treiner aus dem Jahr 2011.

## Handlung
Nach 15 Jahren des Übens ist Klavierspieler Adrien kurz vor dem Ziel seiner Träume: Er nimmt am Wettbewerb des Nernstein-Preises teil, versagt jedoch. Er fällt in ein tiefes Loch und kann kein Klavier mehr spielen. Ein Jahr später ist er als Klavierstimmer tätig. Sein Chef Simon ist irritiert, dass seit kurzer Zeit die Nachfrage nach Adriens Service erheblich angestiegen ist, und Adrien verrät ihm sein Geheimnis: Er gibt sich als blind aus. Dazu hat er sich entsprechende Kontaktlinsen zugelegt, eine Sonnenbrille und einen Blindenstock. Seine Kunden glauben, dass durch seine Blindheit sein Gehör besonders ausgeprägt ist, er also besonders gute Arbeit als Klavierstimmer leistet. Adrien spielt die Rolle des Blinden so überzeugend, dass sich Personen ihm gegenüber vollkommen ohne Scheu bewegen, da sie glauben, er könne sie nicht sehen.
Eines Tages geht er zu einem Klavierstimmauftrag zu einem Ehepaar. Die Frau weigert sich zunächst, ihn in die Wohnung zu lassen, habe ihr Mann ihr doch nichts vom Besuch des Klavierstimmers gesagt. Erst als er ihr sagt, blind zu sein, lässt sie ihn in die Wohnung. Er geht vor und rutscht im Blut ihres Mannes aus: Die Frau hat ihm mit einer Werkzeugmaschine in die Schläfe geschossen. Adrien ist schockiert, gibt jedoch vor, nichts zu sehen. Die Frau geleitet ihn zum Klavier und nimmt seine blutverschmierten Sachen an sich. Er beginnt mit der Arbeit, doch fällt ihm plötzlich ein, dass in einer seiner Taschen ein Notizbuch ist, das er nicht bräuchte, wenn er wirklich blind wäre. Die Frau kehrt zu ihm zurück und stellt sich hinter ihn. Er beginnt, Klavier zu spielen. Man sieht, dass die Frau das Werkzeug an seinen Kopf hält, mit dem sie auch ihren Mann umgebracht hat. Adrien ahnt dies und spielt weiter, da sie, solange er spielt, ihn kaum umbringen werde.

## Produktion
L’accordeur war nach Crassus aus dem Jahr 2007 der zweite Film, bei dem Olivier Treiner Regie führte. Die Kostüme schuf Bénédicte Levraut, die Filmbauten stammten von Alexandra Henocq. Der Film erlebte im Februar 2011 auf dem Festival du Court-Métrage de Clermont-Ferrand seine Premiere. Im April 2011 wurde er auf dem Filmfest Dresden erstmals in Deutschland aufgeführt.

## Auszeichnungen
Auf dem Festival du Court-Métrage de Clermont-Ferrand gewann L’accordeur den Publikumspreis und den Preis der Jugendjury und wurde auf dem Filmfest Dresden mit dem Goldenen Reiter und dem Publikumspreis ausgezeichnet. L’accordeur gewann 2012 den César als Bester Kurzfilm.